# Microthrissa congica
Microthrissa congica és una espècie de peix pertanyent a la família dels clupeids.

## Descripció
- Pot arribar a fer 6 cm de llargària màxima.
- Cos esvelt.
- 12-18 radis tous a l'aleta dorsal i 18-21 a l'anal.[5][6]

## Hàbitat
És un peix d'aigua dolça, pelàgic i de clima tropical (10°N-10°S).

## Distribució geogràfica
Es troba a Àfrica: conca del riu Congo a la República del Congo i la República Democràtica del Congo.

## Observacions
És inofensiu per als humans.